# Авен (Па-де-Кале)
Авен (фр. Avesnes) — коммуна во Франции, входит в регион О-де-Франс, департамент Па-де-Кале, округ Монтрёй, кантон Лёмбр. 

## География
Расположена в 24 км по автодорогам к юго-западу от Лёмбра, в 17,5 км по автодорогам к северо-востоку от города Монтрёй и в 69 км по автодорогам к северо-западу от Арраса.
Граничит с коммунами Эрли, Маненгем, Викенгем и Эрньи.

## История
В начале средневековья семейство, владевшее Авеном, конкурировало по количеству земель с графством Эно.
Они были могущественными лордами и, по большей части, противниками графов Эно.
Первым владельцем являлся Уэрик Бородатый, умерший около 1075 года.
С 1433 года Авен вместе с графством Эно вошел в состав герцогства Бургундии и был феодом князей Чимая.
В 1477 году, после смерти бургундского герцога Карла Смелого, он был взят и разграблен армией Людовика XI, который бросил вызов его дочери герцогине Марии Бургундской.
Тем не менее, в Аррасском договоре было написано, что Авен якобы разрушен вдовцом герцогини Марии, императором Максимилианом.
В 1556 году Филипп II, король Испании и правитель Нидерландов, убежденный в стратегической важности Авена, решил купить его у князей Чимая.
Во время франко-испанских войн XVII века Авен сильно пострадал, но не был взят. После поражения испанцев в 1659 году он отошел Франции, затем был укреплен Вобаном.
Упоминается в справочнике 1763 года как церковный приход в области Булонне, относящийся к диоцезу Булонь, с 28 домами.
В 1793 году коммуна входила в состав кантона Нёкелье района Булонь департамента Па-де-Кале.
С 1801 по 2015 годы входила в состав кантона Юкелье округа Монтрёй.
Авен был взят русскими войсками в 1814 году, а в 1815 году почти разрушен взрывом пороховой бочки, однако восстановлен менее чем через год.

## Достопримечательности
- Церковь Святого Мартина.

## Экономика[4]
Уровень безработицы в 2015 году — 11,5 % (в 2010 году — 0,0 %). Из 30 жителей в возрасте от 15 до 64 лет — 21 работающий, 3 безработных, 2 учащихся, 2 пенсионера и 2 других неактивных.
Из 21 работающего 10 работали в своей коммуне, 11 — в другой.
Структура рабочих мест в коммуне (всего 4):
- сельское хозяйство — 75,0 %
- промышленность — 0,0 %
- строительство — 0,0 %
- торговля, транспорт и сфера услуг — 0,0 %
  - в том числе торговля и ремонт автомобилей — 0,0 %
- государственные и муниципальные службы — 25,0 %

## Политика
Пост мэра с 1989 года занимает Жюи Ранду (Guy Randoux). В муниципальный совет входит 7 депутатов, включая мэра. В 2014 году они были выбраны в первом туре безальтернативно.

## Демография[4]
| Год  | Численность | Численность |
| ---- | ----------- | ----------- |
| 1793 | 109         | [ 6 ]       |
| 1800 | 93          |             |
| 1806 | 121         |             |
| 1821 | 126         |             |
| 1831 | 128         |             |
| 1836 | 140         |             |
| 1841 | 148         |             |
| 1846 | 140         |             |
| 1851 | 131         |             |
| 1856 | 129         |             |
| 1861 | 141         |             |
| 1866 | 133         |             |
| 1872 | 114         |             |
| 1876 | 108         |             |
| 1881 | 98          |             |
| 1886 | 100         |             |
| 1891 | 111         |             |
| 1896 | 102         |             |
| 1901 | 112         |             |
| 1906 | 102         |             |
| 1911 | 101         |             |
| 1921 | 75          |             |
| 1926 | 70          |             |
| 1931 | 70          |             |
| 1936 | 62          |             |
| 1946 | 51          | [ 7 ]       |
| 1954 | 52          |             |
| 1962 | 68          |             |
| 1968 | 70          |             |
| 1975 | 53          |             |
| 1982 | 47          |             |
| 1990 | 44          |             |
| 1999 | 46          |             |
| 2006 | 36          | [ 8 ]       |
| 2007 | 35          | [ 9 ]       |
| 2008 | 34          | [ 10 ]      |
| 2009 | 33          | [ 11 ]      |
| 2010 | 36          | [ 12 ]      |
| 2011 | 39          | [ 13 ]      |
| 2012 | 42          | [ 14 ]      |
| 2013 | 43          | [ 15 ]      |
| 2014 | 46          | [ 16 ]      |
| 2015 | 48          | [ 17 ]      |
| 2017 | 52          | [ 18 ]      |
| 2018 | 53          | [ 19 ]      |
| 2019 | 54          | [ 20 ]      |
| 2020 | 55          | [ 21 ]      |
| 2021 | 52          | [ 22 ]      |
| 2022 | 49          | [ 23 ]      |

В 2015 году в коммуне проживало 48 человек (22 мужчины и 26 женщин), учтено 49 человек (23 мужчины и 26 женщин), 51,3 % из 37 человек в возрасте от 15 лет состояли в браке.
| Мужчин | Возраст | Женщин |
| ------ | ------- | ------ |
| 0      | 90+     | 0      |
| 1      | 75—89   | 3      |
| 4      | 60—74   | 3      |
| 2      | 45—59   | 4      |
| 8      | 30—44   | 6      |
| 3      | 15—29   | 3      |
| 5      | 0—14    | 7      |

В коммуне 21 частный дом, из них 3 являются вторыми домами. Из 18 первых домов 14 находятся в собственности, 3 арендуются, 1 находится в свободном владении.
Половина из них построена до Первой мировой войны.
Из 19 домохозяйств доля имеющих 1 автомобиль составила 36,8 %, 2 и более автомобиля — 57,9 %.
Из 37 закончивших обучение 35,1 % окончили коллеж или менее, 16,2 % имели среднее профессиональное образование, 24,3 % окончили лицей и 24,3 % имели высшее образование.